# Dionysios Lavrangas
Dionysios Lavrangas (en griego: Διονύσιος Λαυράγκας) (Argostoli, Cefalonia, 17 de octubre de 1860 - Argostoli, 18 de julio de 1941) fue un compositor y director de orquesta griego. 

## Biografía
Estudió en el Conservatorio de San Pietro a Maiella de Nápoles y en el Conservatorio Nacional de Música y Danza de París, donde fue alumno de Léo Delibes y Jules Massenet. En 1894 se afincó en Atenas, donde fundó la Ópera Nacional Helénica en 1898. Compuso varias óperas, entre las que destacan Elda di Vorn (1890), Ta dyo adelfia (Los dos hermanos, 1900) y Dido (1909).
Escribió unas Memorias (Apomnimonevmata), publicadas en Atenas en 1937.